# Пливање на Летњим олимпијским играма 1896 — 100 метара слободно за мушкарце
Пливање на Летњим олимпијским играма 1896. у дисциплини 100 метара слободно било је једно од четири такмичења у пливању на програму Олимпијских игара 1896. одржанио 11. априла. Учествовало је 10 такмичара из 4 земаље.

## Земље учеснице
- Аустрија (1)
- Грчка {7}
- Мађарска (1)
- САД (1)

## Освајачи медаља
| Алфред Хајош Мађарска | Ото Хершман Аустрија | нико |

## Резултати
| Место | Пливач                           | Време     |
| ----- | -------------------------------- | --------- |
|       | Алфред Хајош Мађарска            | 1:22,2    |
|       | Ото Хершман Аустрија             | 1:22,8    |
| 3-10  | Јоргос Анинос Грчка              | непознато |
| 3-10  | Ефстатиос Хорофас { Грчка        | непознат  |
| 3-10  | Александрос Хрисафос Грчка       | непознато |
| 3-10  | Гарднер Вилијамс САД             | непознато |
| 3-10  | 4 такмичара, непознато име Грчка | непознато |